# Triangulacja (grafika komputerowa)

Wypukły obiekt składający się z trójkątów oraz jego rzut na płaszczyznę.

Triangulacja – technika stosowana w grafice komputerowej polegająca na rozbiciu bardziej złożonych powierzchni obiektów na trójkąty. Rozkładowi takiemu poddane mogą być nawet figury o łukowych krawędziach, jak np. koło czy elipsa. 
Ułatwia ona rozwiązywanie wielu zadań, takich jak: wypełnianie obszarów, określanie zasłaniania i oświetlenia obiektów trójwymiarowych, a także wyznaczenie linii ich przecięcia. Dla efektywności tych zastosowań triangulacji ważne jest, aby liczba składowych trójkątów była jak najmniejsza i nie trzeba było definiować nowych danych. Z tych m.in. powodów zadanie triangulacji definiuje się jako: podział wielokąta zwykłego na sumę nienakładających się na siebie trójkątów, których wierzchołkami mogą być tylko wierzchołki danego wielokąta.